# Borredà
Borredà, in castigliano Borredá è un comune spagnolo di 499 abitanti situato nella comunità autonoma della Catalogna.